# Městský Fotbalový Stadion Srbská
Pour les articles homonymes, voir Stade Městský.
Le Městský Fotbalový Stadion Srbská est un stade de football situé à Brno en République tchèque.
C'est le domicile du FC Zbrojovka Brno.